# زویی بویل
زو بویل (انگلیسی: Zoe Boyle؛ زادهٔ ۱ ژانویهٔ ۱۹۸۹) بازیگر اهل بریتانیا است که عمدتاً به دلیل ایفای نقش لاوینیا سوایر در مجموعهٔ تلویزیونیِ دانتون ابی شهرت دارد.